# Pero kathina
Pero kathina là một loài bướm đêm trong họ Geometridae.